# 존 맥더멋 (가수)

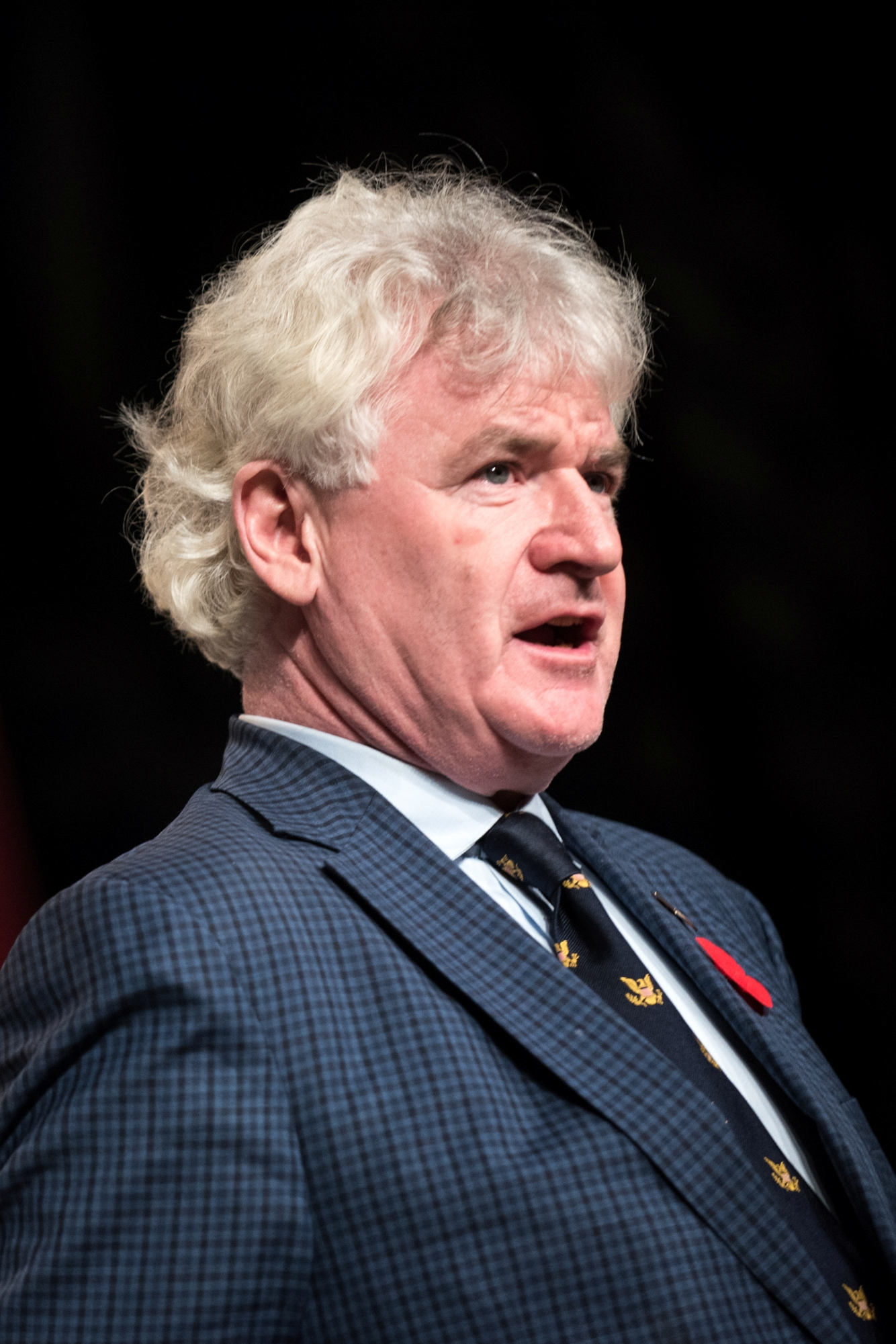
존 맥더멋

존 찰스 맥더멋(영어: John Charles McDermott, 1955년 3월 25일 ~ )은 스코틀랜드 출신의 캐나다인 테너이다. 대표곡으로는 대니 보이가 있다. 1955년 3월 25일 스코틀랜드의 글래스고에서 태어났으며, 1965년 그의 가족과 함께 온타리오주 윌로우데일에 정착한다. 일찍이 음악가 집안에 태어났으며, 1971년과 1972년 토론토의 세인트 미첼 콰이어 스쿨에서 음악을 배운다.
몇년 동안 결혼식에서 노래를 부른 후, 1980년 더 미스틀톤스(The Mistletones)라는 그룹에서 코러스로 활동한다. 1988년 MLB의 토론토 블루 제이스, NHL의 토론토 메이플 리프스의 경기에서 국가 제창을 요청받아 부르기 시작한다. 1984년에서 1992년 캐나다 언론지 토론토 선의 대리점에서 일하는 동안 회사 파티에서 노래하였고, 캐나다 언론계의 거물 콘라드 블랙의 눈에 띄어 1992년 대니 보이란 음반을 북미에서 발매한다. 레코드사는 EMI 뮤직 캐나다였다. 뜻하지 않은 성공에 따라 맥더멋은 가수로서의 전향을 결심하여, 토론토를 비롯 보스턴, 뉴욕, 글래스고에서 세계 투어 콘서트를 열었다.

## 같이 보기
- 존 매코맥